# Gottfried Christoph von Zimmern
Gottfried Christoph von Zimmern (* 1524 in Schloss Seedorf, heute zu Dunningen; † 1570 in Konstanz) war Domherr und Geistlicher unter anderem in Straßburg und Konstanz. Er war ein Angehöriger des süddeutschen Adelsgeschlechts derer von Zimmern.

## Leben
Er ist der vierte Sohn des Grafen Johannes Werner (der Jüngere) von Zimmern und seiner Gattin Katharina von Erbach.
Seine Biographie ist eng mit der seines ebenfalls geistlichen älteren Bruders Johann Christoph und seines Bruders Froben Christoph verbunden. Der Verfasser der Zimmerischen Chronik, sein leiblicher Bruder Froben, berichtet darin über Gottfried Christophs Geburt. Demnach kam er 1524 im Schloss in Seedorf zur Welt. Es wallfahrteten „Reich und Arm, Weib und Mann“ ins nahegelegene Heiligenbronn, um für eine gute Geburt zu beten.
Heinrich Ruckgaber fasste das Leben der drei Brüder in seiner 1840 erschienenen Geschichte der Grafen von Zimmern so zusammen (der Text wurde in der Rechtschreibung von 1840 belassen):
„… Was zuerst den ältern Bruder […] Johann Christoph betrifft, so wurde dieser schon in früher Jugend zum geistlichen Stande bestimmt, weil er wenige Anlagen verrieth, [… und] minder fähige Knaben für den genannten Stand bestimmt wurden. […]
Mittlerweile hatte sich Gottfried Werner, [der Onkel], der Erziehung des jüngsten, […] Gottfried Christophs, väterlich angenommen. Sein älterer Bruder, Johann Christoph, war unterdessen [im J. 1542] nach dem Tode des Domdechants in Straßburg, […] von dem dortigen Domcapitel einstimmig zum Domdekan erwählt worden. Zwei Jahre darauf [1544] erhielt er eine Präbende [Pfründe] am Stifte zu Constanz.
Weil aber jetzt Johann Christoph im Besitze von vier Präbenden (in Straßburg, Speyer, Cöln und Constanz) war, so resignirte [verzichtete] er auf seine Pfründe zu Cöln, und übergab später (1553) auch die in Constanz, […] seinem Bruder Gottfried Christoph. […]
Gottfried Christoph, der dieselbe erhielt, verließ darauf Constanz, wo er ohnehin nicht gerne war, weil er dort, wie unser Chronist erzählt, viel von einem Gespenste geplagt wurde.“
[Ein Geist vertrieb ihn aus Konstanz]
„Er ließ zwar dasselbe, wie unser Chronist erzählt, durch einen Thurgauer Schwarzkünstler, Namens Jakob Holzer, mit geweihten Lichtern, Wasser und dergleichen Beschwörungsmitteln beschwören, worauf sich der Geist in einem Priestergewande zeigte und sich für den verstorbenen Grafen Hans von Lupfen ausgab, und sagte, dass er 6 – 8 Jahre büßen müsse, weil er das Stift Constanz in Nachtheil gebracht und ein unkeusches Leben geführt habe. Vor Verfluß dieser 6 – 8 Jahre war also nichts zu machen, daher der Geist sein Wesen nach wie vorher trieb, und dadurch den geistlichen Herrn am Ende veranlasste, das Haus zu verlassen, was vermuthlich jenem Thurgauer Schwarzkünstler nicht recht war, da er nun nichts mehr bei unserem Gottfried Christoph, auf dessen Beutel er es doch abgesehen zu haben scheint, verdienen konnte und begab sich nach Straßburg, wo nun beide Brüder, wie es scheint, bis an ihr Ende lebten. [ …] Weiteres ist über jene beiden geistlichen Herren nichts bekannt.“
Hier irrt Ruckgaber. Da die Chronik vor dem Tod der beiden geistlichen Brüder endet, konnte er darin keine Hinweise auf ihre Begräbnisstätten finden.
Straßburg scheidet als Begräbnisstätte mit großer Sicherheit aus, da die Stadt zwischen 1529 und 1681 protestantisch war und „Domherr von Straßburg“ zwar als Titel geführt werden konnte, die Einkünfte aus den Pfründen in der Regel auch bezahlt wurden, jedoch Aufenthalt oder gar Begräbnis in der protestantischen Stadt für katholische Geistliche völlig ausgeschlossen waren.
Tatsächlich berichtet die Zimmerische Chronik an vielen Stellen vom Aufenthalt der beiden geistlichen Brüder als Straßburger Domherren, aber die Begebenheiten spielten sich in der Regel in Saverne (Zabern) oder Erstein ab.
Archivamtmann Kuthe vom Stadtarchiv Konstanz schreibt:
„Im Jahr 1550 bezog Gottfried Christoph Graf zu Zimmern den Botzheimischen Domherrenhof. Dieser Name rührt von dem Domherrn und Humanisten Dr. Johannes Botzheim her, der dieses Gebäude in wesentlichen Teilen neu und aufwändig ausbauen ließ. […] Es war […] einer der attraktivsten Domherrenhöfe, den der geistliche Graf hier bezogen hat.“

## Grab

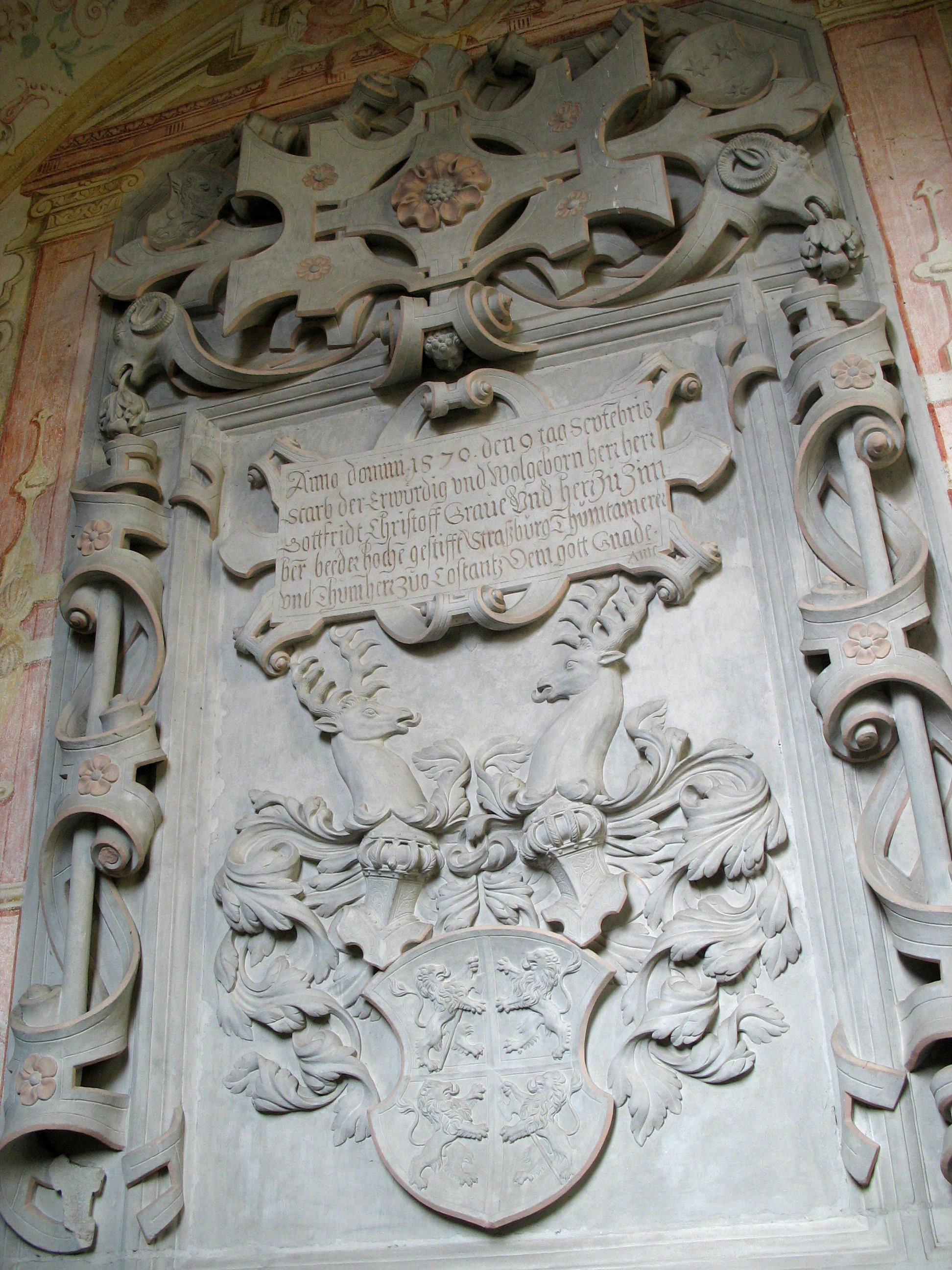
Epitaph des Domherrn von Zimmern

In der Ostkapelle der Mauritiusrotunde des Konstanzer Münsters befindet sich ein Epitaph des Domherrn Gottfried Christoph von Zimmern. Im Standardwerk der Münsterbeschreibung Heribert Reiners beschreibt er dieses im Jahr 1955:
„… Kalkstein, 4,13 × 2,15 m, ausgezeichnete Arbeit von kraftvoller Wirkung … oben die Wappen Zimmern und Erbach …“
Hier irrte Reiners: Die Arbeit ist nicht aus Kalkstein, sondern aus grauem Melasse-Sandstein. 1971 fanden umfangreiche Restaurierungsarbeiten in der Ostkapelle statt. Der Bericht der Münsterbauhütte schreibt hierzu:
„Der hier angetroffene Bemalungsbefund bestand aus einer grauen Kalkkaseinfarbe. Eine Abnahme dieser Totalübermalung auf mechanischem Wege ermöglichte die Freilegung noch vorhandener originaler Fassungsreste, die jedoch stark dezimiert waren.. “
Das Epitaph war mit einer im Laufe der Jahrhunderte vergilbten Kaseinfarbe überzogen, die den Eindruck von Kalkstein erzeugte. Dies führte zu der Annahme Reiners, dass es sich um Kalkstein handle.
Ein weiteres Rätsel birgt vorerst der Sockel, der unfachmännisch bearbeitet wurde. Reiners vermutet, dass es sich hier um eine Inschrift gehandelt habe, die aus unbekanntem Grunde abgemeißelt worden sei.

### Die Epitaph-Inschrift
Die Inschrift bezeugt, dass Gottfried Christoph in Konstanz begraben wurde:
„Anno domini 1570 den 9 tag Septeb_ris starb der Erwurdig und Wolgeborn herr herr gottfridt Christoff Grave Und herr zu Zimber beeder hoche gestifft Straßburg Thumkamerer [Domkämmerer] und Thumherr [Domherr] zuo Constantz Dem gott Gnade. Ame“